# Pehonko (arrondissement)
Pehonko är ett arrondissement i kommunen Pehonko i Benin. Den hade 27 101 invånare år 2002.